# Алькадосо
Алькадосо (ісп. Alcadozo) — муніципалітет в Іспанії, у складі автономної спільноти Кастилія-Ла-Манча, у провінції Альбасете. Населення — 737 осіб (2010).
Муніципалітет розташований на відстані близько 250 км на південний схід від Мадрида, 41 км на південь від Альбасете.
На території муніципалітету розташовані такі населені пункти: (дані про населення за 2010 рік)
- Алькадосо: 672 особи
- Касасола: 6 осіб
- Фуенте-дель-Піно: 9 осіб
- Ла-Еррерія: 29 осіб
- Ла-Молата: 5 осіб
- Молінар: 8 осіб
- Санта-Ана: 8 осіб

## Демографія
Динаміка населення (INE ):

## Галерея зображень

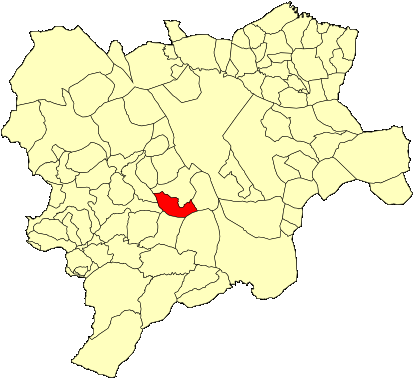
Розташування муніципалітету у провінції Альбасете